# نليدوفو
نليدوفو (بالروسية: Нелидово) هي إحدى مدن روسيا في الكيان الفدرالي الروسي تفير أوبلاست.